# 枡花色
枡花色（ますはないろ）は、灰色がかった薄い青色。
五代目市川団十郎の好みの色ということから、市川家の家紋の三枡から「枡」をとって薄青を表す「花色」に冠している。

## 概要
安永年間から天明年間に登場した色。
『手鑑模様節用』には「枡花いろ。三枡所好、濃きを熨斗目花色といふ」と解説してある。熨斗目とは織物の一種で武士が麻裃の下に纏う武家の礼服であり、熨斗目花色は武家の礼服にふさわしい落ち着いた印象の灰色がちの濃い青である。
五代目市川団十郎は文芸に造詣が深く文人と親しく交流し、大田南畝などが贔屓についていたことでも知られる。
容姿は比較的地味で芸の華やかさより深みを求める通好みの役者であったことから、枡花色も広くは流行せず一部文人などに好まれただけであった。
大規模な流行こそしなかったものの、その後、市川家家伝の色として残され名前は後世に残る。